# ESO 439-26
ESO 439-26またはWD 1136-286は、うみへび座にある白色矮星である。発見された当時、既知の白色矮星の中で最も低光度のものであった。

## 発見
1988年、ヨーロッパ南天天文台（ESO）の赤色掃天観測の写真乾板を用いて、太陽系近傍の褐色矮星やコンパクト星を探す計画の中で、非常に暗い白色矮星ESO 439-26の存在が報告された。当初は、年周視差の不定性が大きく、この白色矮星の真の暗さも不確定であった。その後の追観測によって、ESO 439-26の距離や絶対等級について、ある程度信頼できる数値が求められ、ESO 439-26が異常に光度の低い白色矮星であることが明らかになった。ESO 439-26という名称は、ESO赤色掃天観測の写真乾板の中で、439番の天域にある恒星の中で、26番という識別番号が付いた星であることを意味する。その後、白色矮星カタログにも収録され、WD 1136-286というカタログ名も付けられた。

## 特徴
| 地球 | ESO 439-26 |
| ---- | ---------- |
| 地球 | Exoplanet  |

ESO 439-26の絶対等級は17.5と推定され、光度にすると太陽の10万分の1である。これは、銀河系の円盤を構成する天体の観測から予測した、白色矮星の光度関数の下限よりも、1等級以上暗いというものであった。これだけ光度が低いということは、ESO 439-26は最も低温の白色矮星である可能性も予想されたが、分析の結果、ESO 439-26の表面温度は約4,500Kと推定され、既知の白色矮星で最も低温のものよりも、およそ1,000K高いとわかった。故に、ESO 439-26が暗いのは、低温である以上に質量が大きいために、強力な重力によって白色矮星の半径が小さくなったからであると考えられる。ESO 439-26は、質量が太陽の1.2倍、重力加速度は地球表面の1万倍、半径が3,900km程度とみられる。
ESO 439-26表面の大気は、ほぼヘリウムに占められている。ESO 439-26の年齢は、推定方法によってばらつきがあり、質量を基に恒星の進化理論から推定したものがおよそ64億年、表面温度から白色矮星の冷却時間によって推定したものは、用いる理論によっておよそ96億年、65億年、50億年と幅がある。